# アンドレア・マンテーニャ

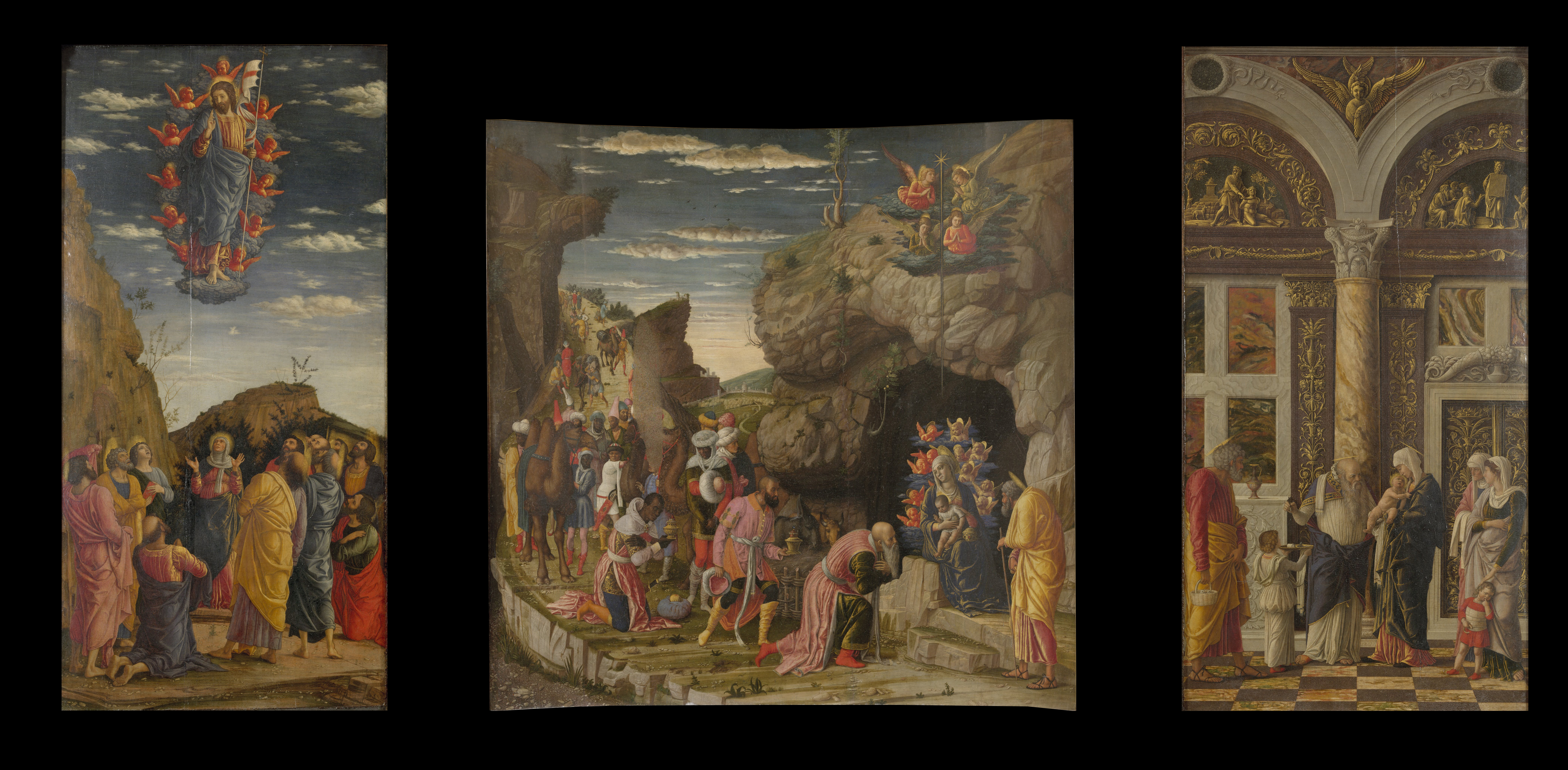
『東方三博士の礼拝』(1462年)、ウフィツィ美術館

アンドレア・マンテーニャ（Andrea Mantegna, 1431年 - 1506年9月13日）は、イタリアルネサンス期の画家、版画家。
ゴシック期、ルネサンス期のイタリアの絵画は、都市ごとに独自の発達をとげ、シエナ派、ヴェネツィア派などと都市の名を冠して分類される。マンテーニャはパドヴァ派の代表格と見なされる画家である。

## 解説
1431年、パドヴァ近郊のイーゾラ・ディ・カルトゥーロ（現在はピアッツォーラ・スル・ブレンタに属する）に生まれる。修業時代は、パドヴァの画家フランチェスコ・スクァルチオーネに師事した。マンテーニャは、画家ヤーコポ・ベッリーニの娘と結婚しており、有名な画家兄弟のジェンティーレ・ベッリーニおよびジョヴァンニ・ベッリーニは義兄弟にあたる。1450年、ロドヴィコ・ゴンザーガ侯の招きでマントヴァへ移り、1460年以降はマントヴァ侯ゴンザーガ家の宮廷画家として過ごす。また、1471年以降1480年ころにかけてビュランで銅版を直接彫るエングレービングという銅版画を制作した。
遠近法を駆使した厳格な画面構成、ごつごつした硬質な線描、彫刻的な人体把握など、イタリア・ルネサンスの画家たちのなかでも異色の作風を示す。マンテーニャが活動した15世紀後半にはすでに油彩技法が普及しており、彼と同世代の画家で義兄弟でもあるジョヴァンニ・ベッリーニも油彩画を描いているが、マンテーニャは伝統的な画材であるテンペラをもっぱら用いた。
ミラノのブレラ絵画館にある代表作『死せるキリスト』は、十字架から降ろされたキリストが、両足の裏を観者の方へ向けて横たわる姿を短縮法（遠近法を適用した描写法の一種）を駆使して描写したものである。キリストの手足に残る釘の跡、変色した皮膚まで容赦なく描写するこの絵には、マンテーニャの写実への執念が感じられる。

## 銅版画
- 「キリストの埋葬」 銅版画
- 「キリストの復活」 銅版画
- 「酒樽のあるバッカナーレ」 銅版画
- 「シレノスのいるバッカナーレ」 銅版画
- 「海神の闘い（左半図）」 銅版画（エングレービング・ドライポイント） 1475年ころ 国立西洋美術館所蔵
- 「海神の闘い（右半図）」 銅版画
- 「聖母子」 銅版画

## ギャラリー

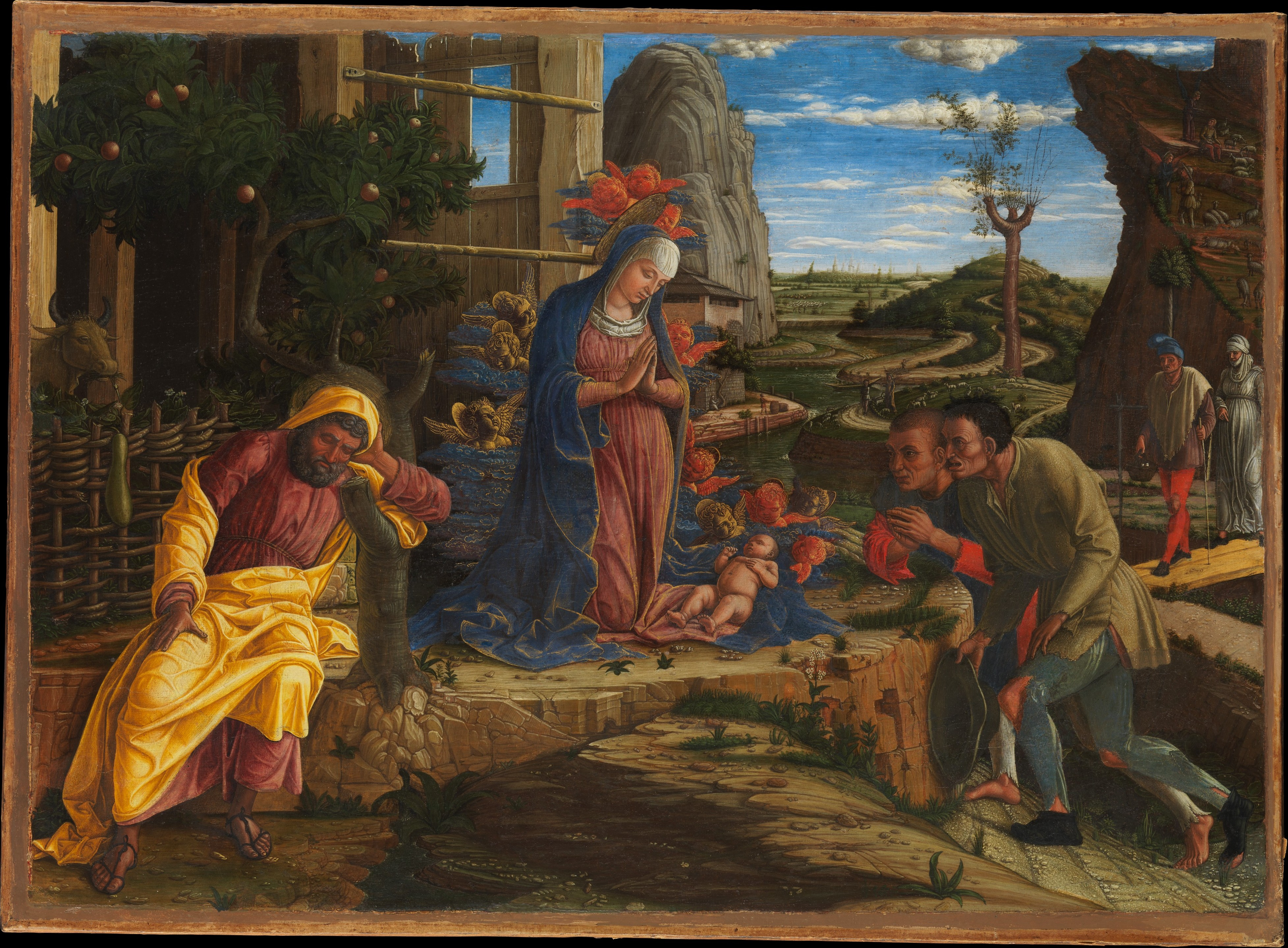
『羊飼いの礼拝』 (1450-1451年)、メトロポリタン美術館
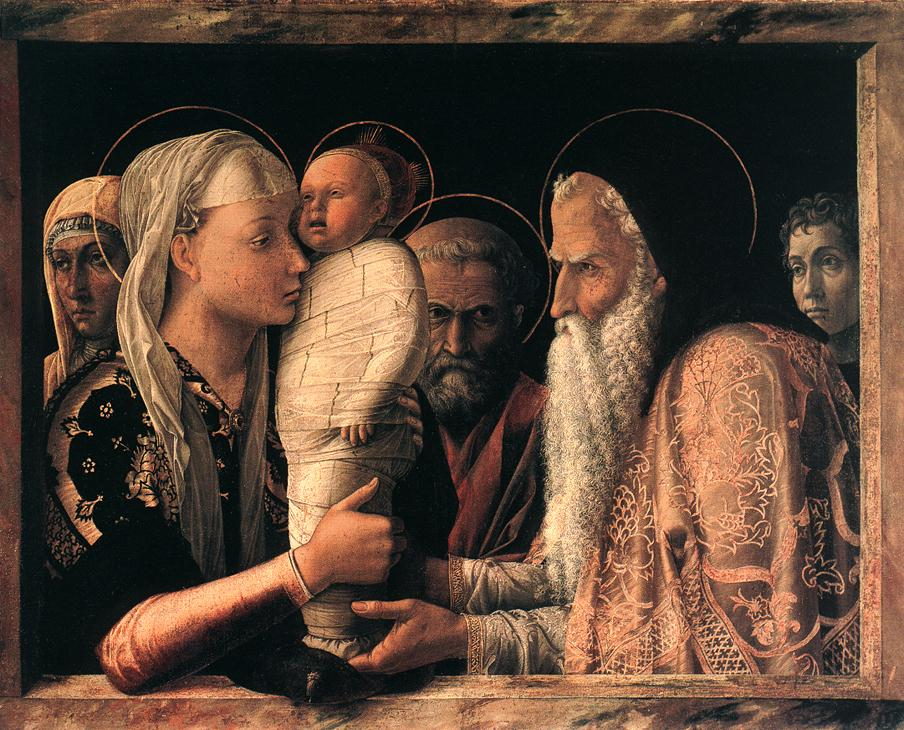
『神殿奉献』 (1455年頃)、絵画館 (ベルリン)
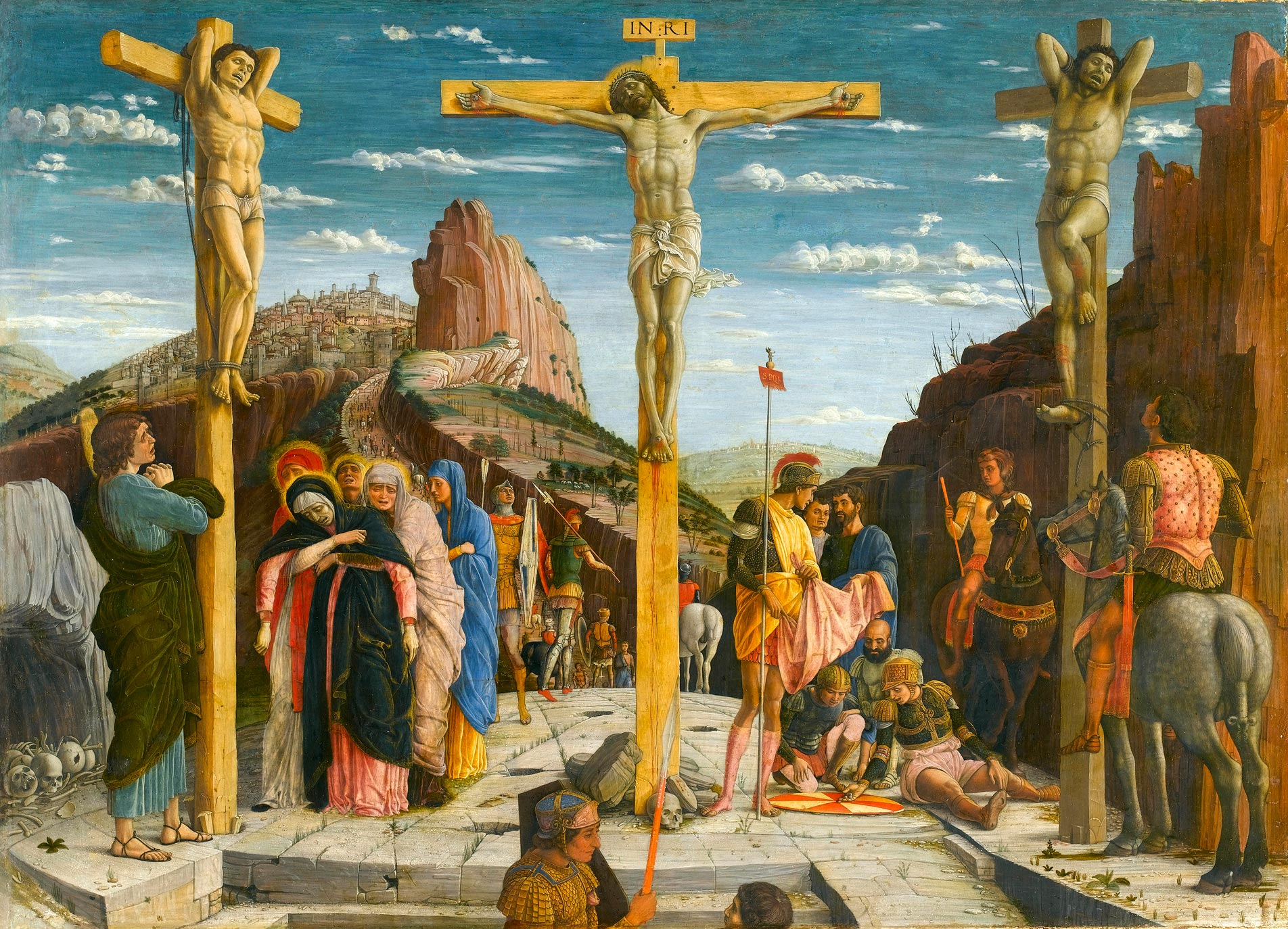
『磔刑』 (1457-60年)、ルーヴル美術館
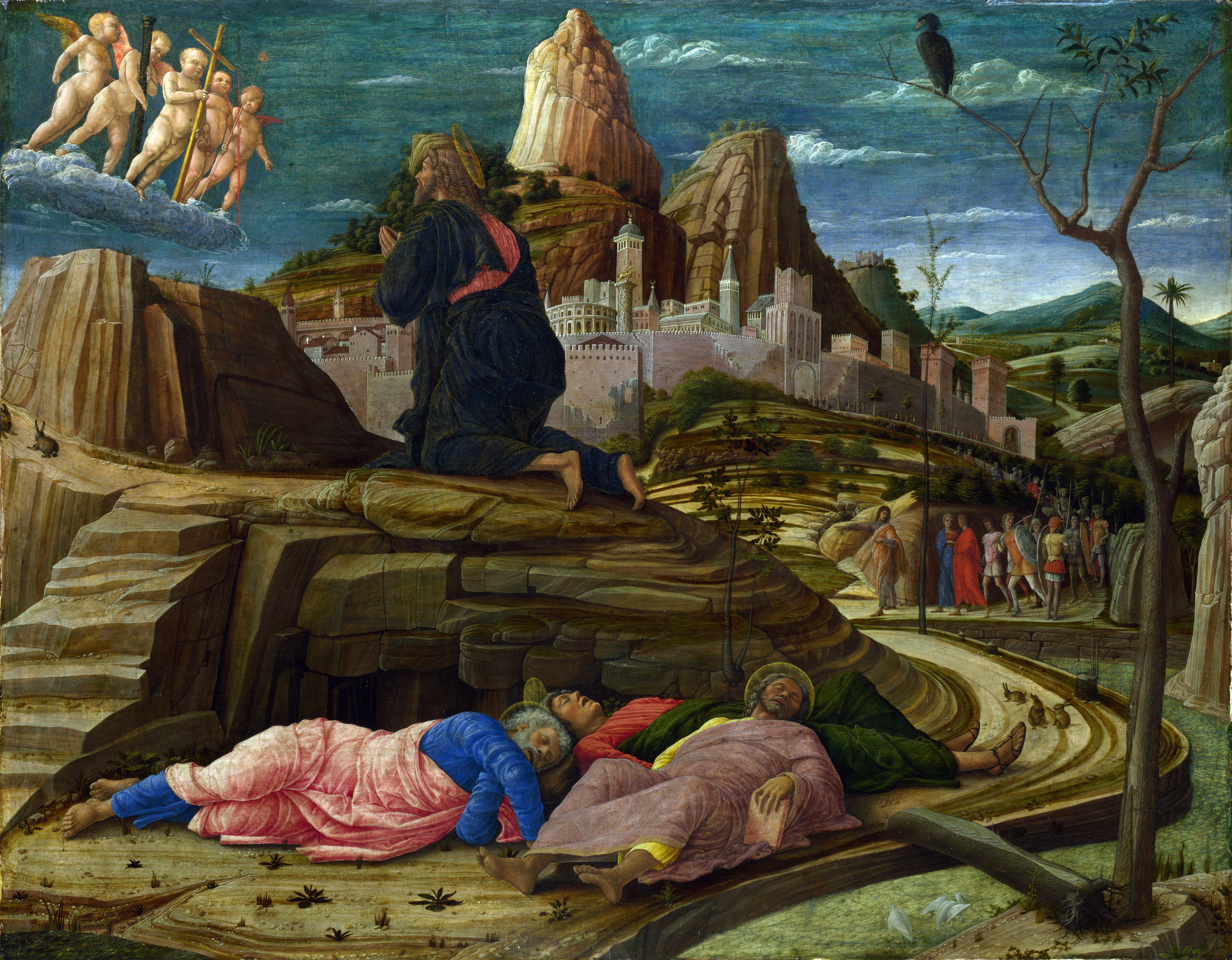
『ゲッセマネの祈り』(1458-1460年)、ナショナル・ギャラリー (ロンドン)
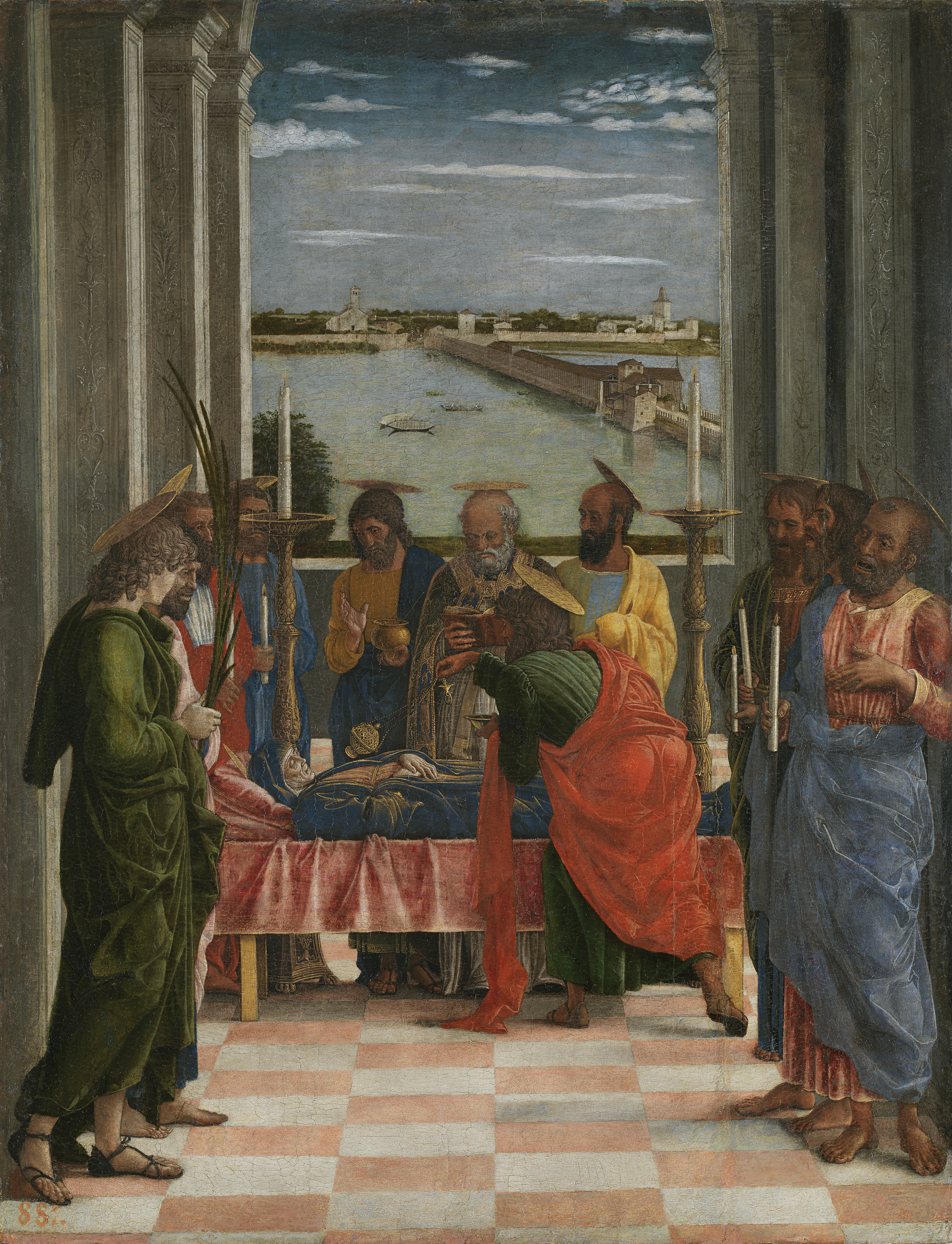
『聖母の死』(1462-1464年頃)、プラド美術館
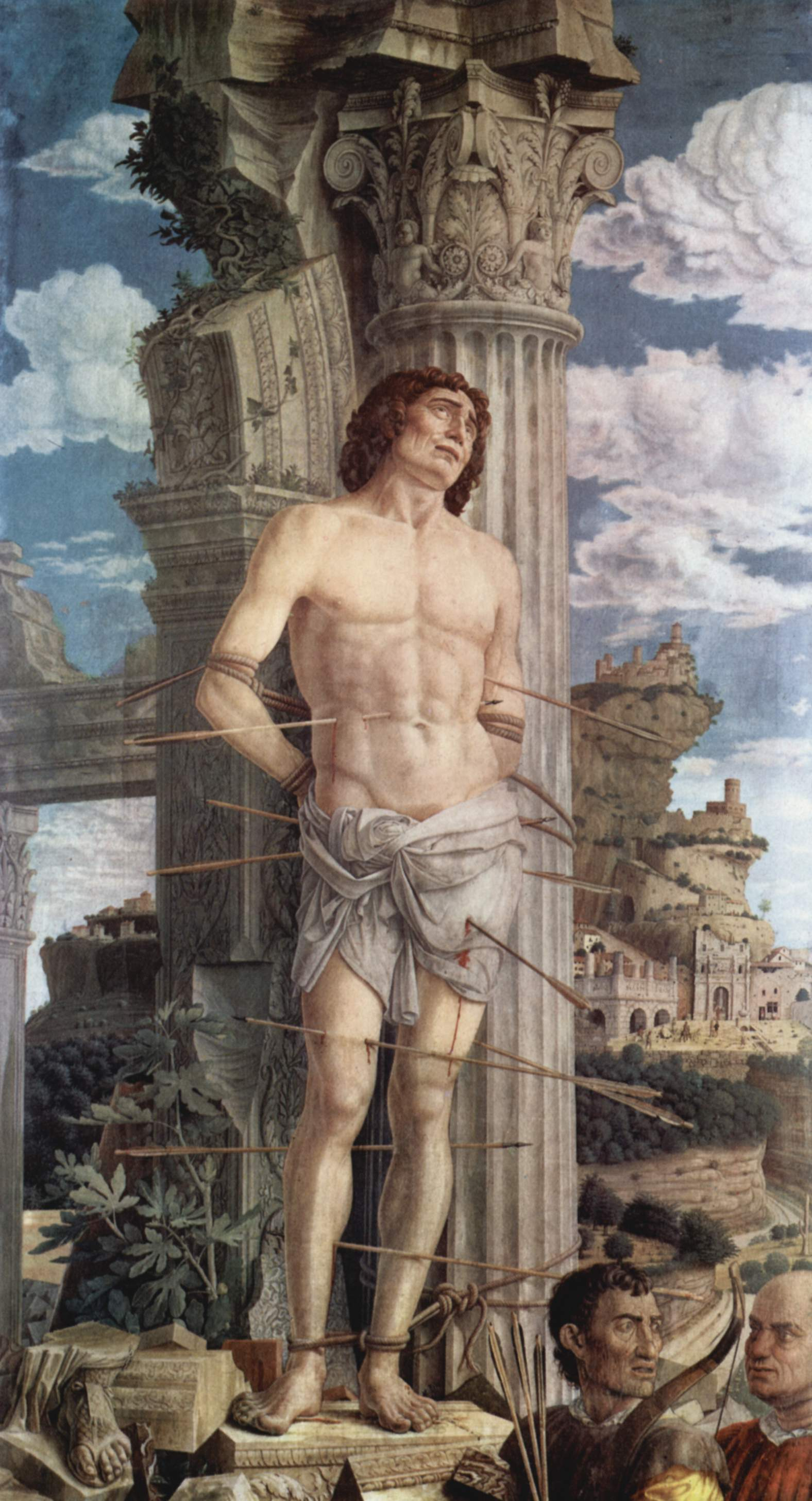
『聖セバスティアヌス』(1480年頃)、ルーヴル美術館
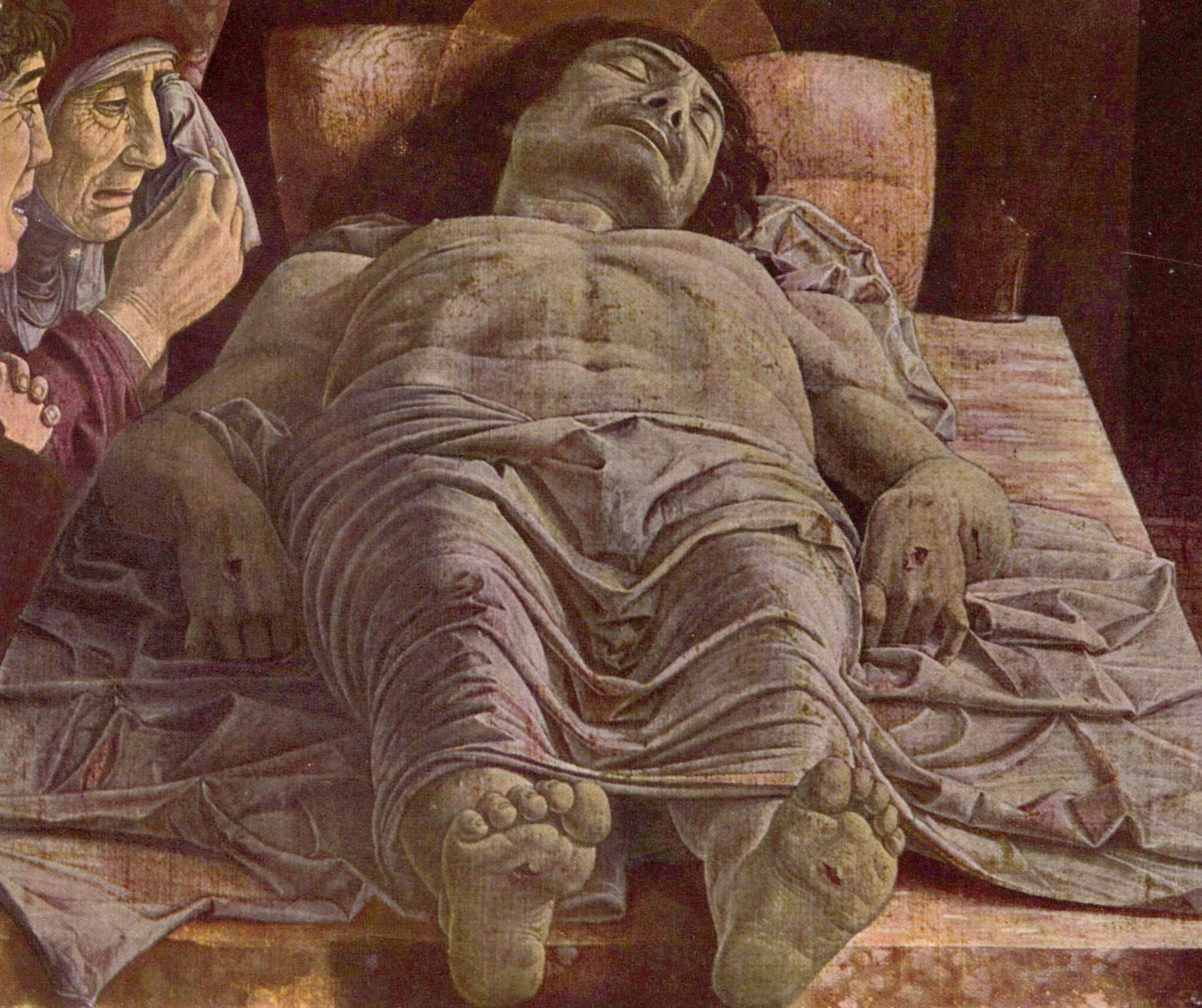
『死せるキリスト 』(1480年頃)、ブレラ美術館（ミラノ）
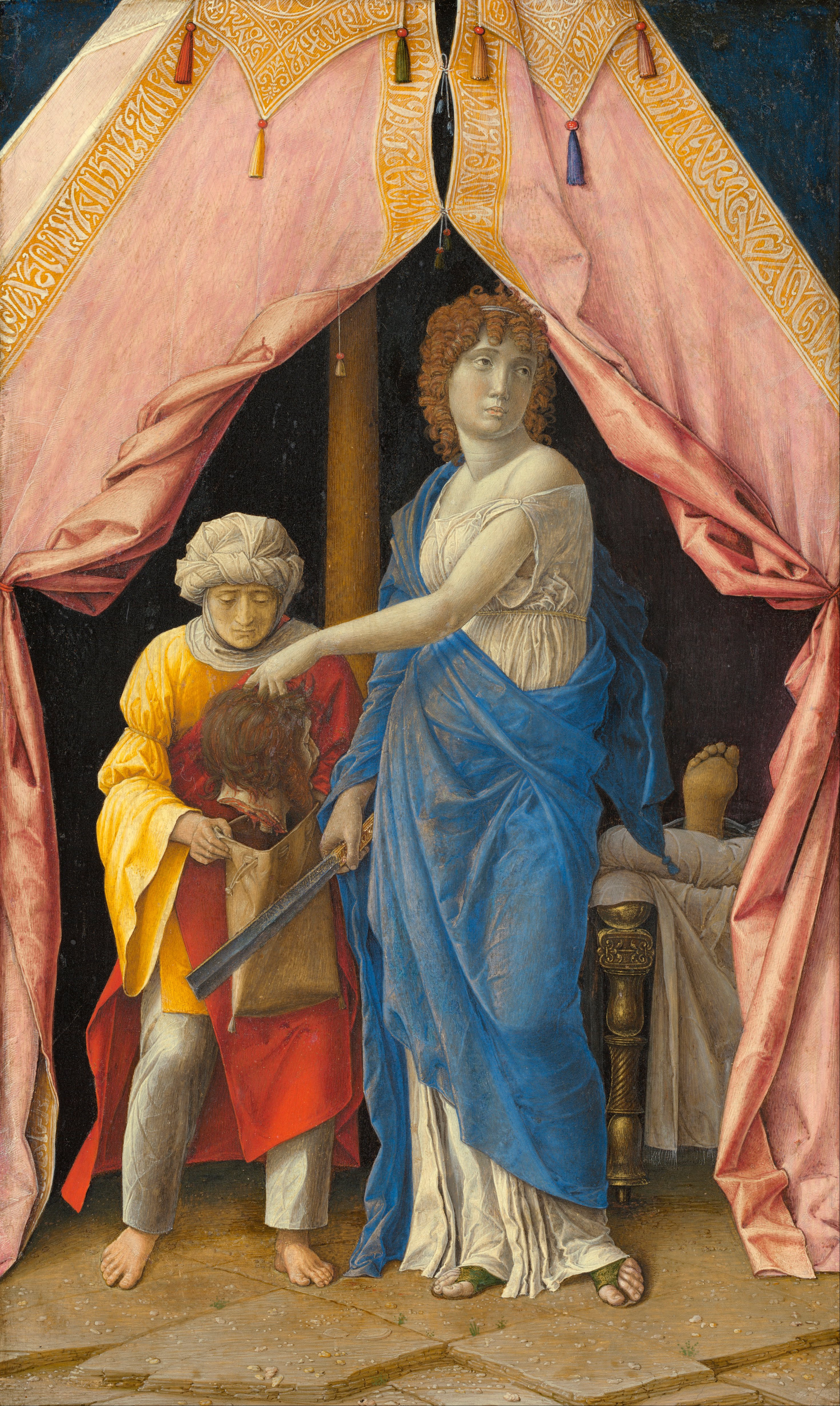
『ユーディットとホロフェルネス』(1495年頃)、ナショナル・ギャラリー (ワシントン)
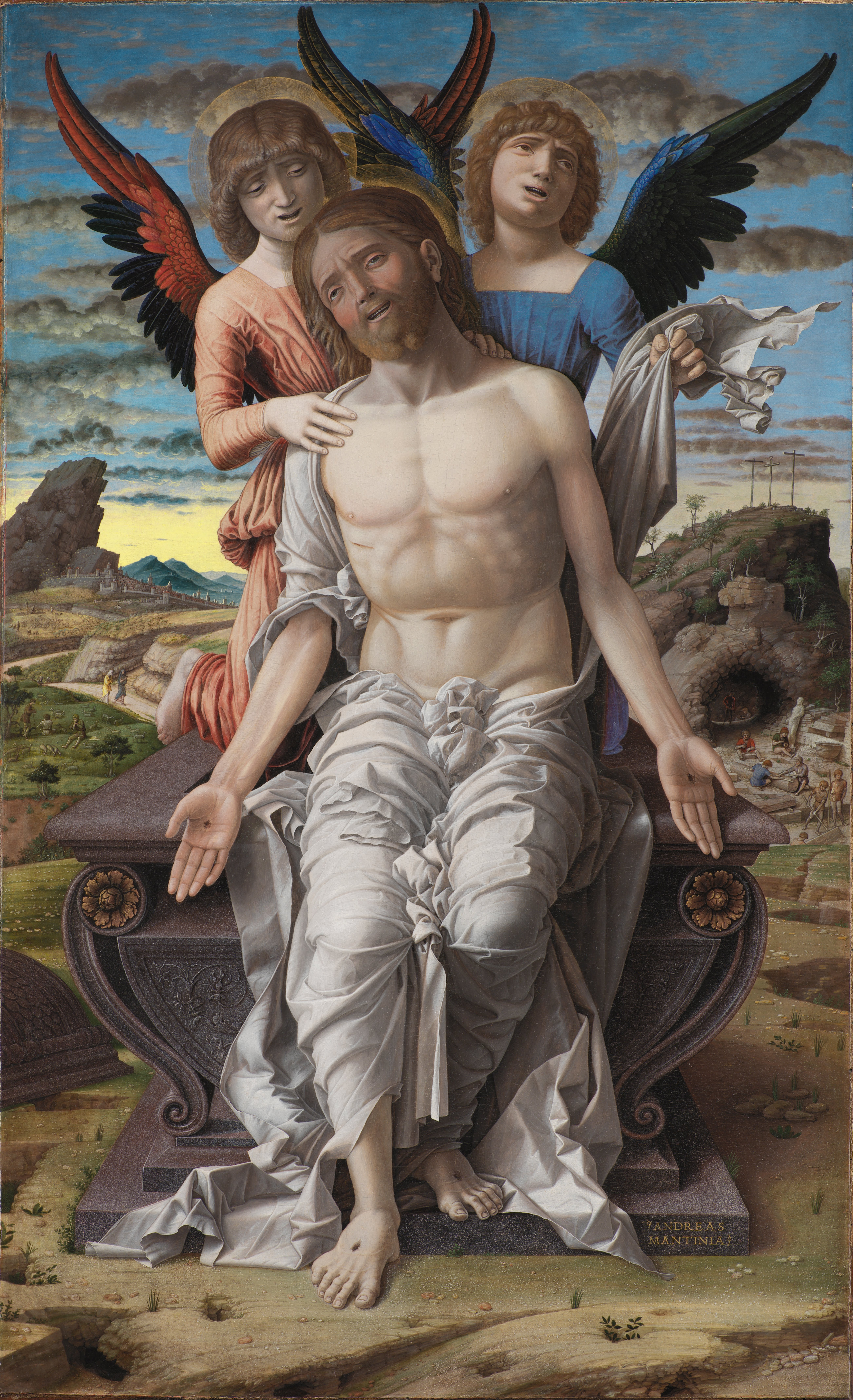
『贖い主としてのキリスト』(1495/1500年)、コペンハーゲン国立美術館
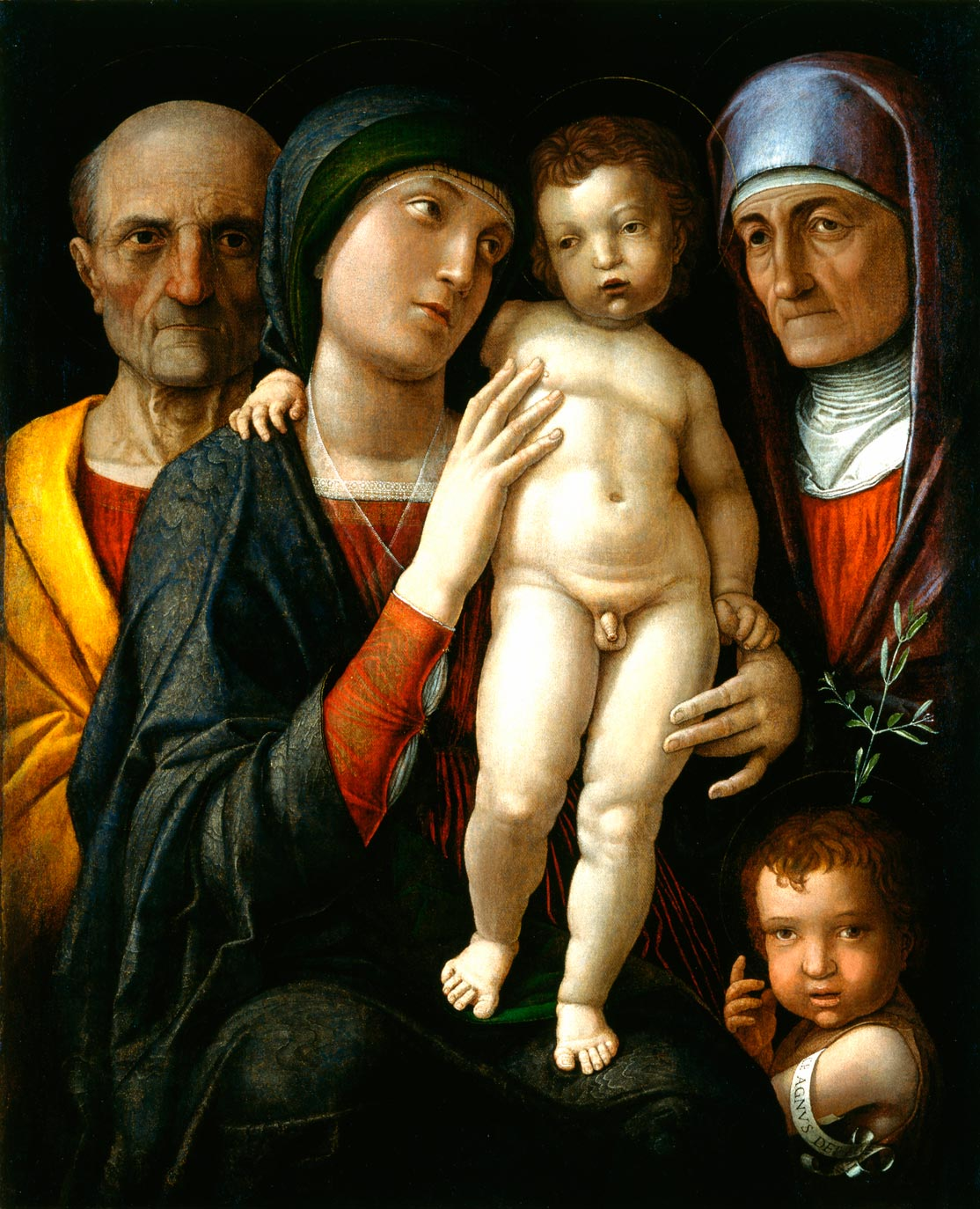
『聖アンナ、洗礼者聖ヨハネといる聖家族』(1495-1505年)、アルテ・マイスター絵画館（ドレスデン）

## 関連書籍
- カメザスカ, エットーレ『マンテーニャ 独自な芸術の探求者』塚本博訳、東京書籍〈イタリア・ルネサンスの巨匠たち17〉、1993年11月、ISBN 978-4-487-76367-2